# Artur Chojecki (psycholog)
Artur Chojecki (ur. 13 czerwca?/25 czerwca 1880 w Żytomierzu, zm. 21 listopada 1951 w Krakowie) – polski psycholog, językoznawca, poeta, tłumacz, wykładowca Wolnej Wszechnicy Polskiej i Uniwersytetu Lubelskiego.

## Życiorys
Syn Tadeusza Chojeckiego, dzierżawcy majątków, i Marii z Iwanowskich, wnuk stryjeczny pisarza Edmunda Chojeckiego. Po ukończeniu gimnazjum w Żytomierzu odbył studia chemiczne na Warszawskim Instytucie Politechnicznym i uzyskał tytuł inżyniera technologa. Potem uzupełniał studia na Uniwersytecie Jagiellońskim, Uniwersytecie w Genewie i w Paryżu. W 1910 roku otrzymał tytuł doktora na podstawie rozprawy Zarys psychologii uwagi. W latach 1912–1915 pracował jako nauczyciel w szkołach średnich w Warszawie, od 1916 do 1918 był zastępcą profesora na Uniwersytecie Warszawskim, Wykładowca Wydziału Przyrodniczego Towarzystwa Kursów Naukowych w Warszawie (1915-1918). W roku akademickim 1918/1919 wykładał psychologię doświadczalną na Uniwersytecie Lubelskim. 
Zmarł 21 listopada 1951 roku w Domu Helclów. Pochowany jest na Cmentarzu Salwatorskim w Krakowie.

## Wybrane prace
- Contribution à l′étude de la suggestibilité. Genève: A. Kündig, 1911
- Comparaison de quelques processus psychiques dans l′hypnose et dans la veille. Genève: A. Kündig, 1912
- O wpływie woli na wahania uwagi. Warszawa, 1915
- Pierwszy wykład psychologji eksperymentalnej na Uniwersytecie Warszawskim. Przegląd Filozoficzny, 1915
- Wiersze. Warszawa: F. Hoesick, 1933
- Język polski, jego poprawność i jego piękno. Kraków, 1946